# ابنة شونزي
ابنة شونزي (باليابانية: 藤原俊成女) (1171 - 1254)؛ كاتِبة وشاعرة يابانية.